# Гай Попиллий Ленат (консул)
Гай Попи́ллий Лена́т (лат. Gaius Popilius Laenas; II век до н. э.) — римский политический деятель и дипломат из плебейского рода Попиллиев, консул 172 и 158 годов до н. э. Известен в первую очередь как человек, в одиночку заставивший селевкида Антиоха IV Эпифана отказаться от попыток захватить Египет.

## Происхождение
Первые упоминания о плебейском роде Попиллиев появляются в источниках в 360-е годы до н. э., сразу после принятия законов Лициния-Секстия, благодаря которым плебеи получили доступ к консулату. Когномен Ленат (Laenas), типичный для Попиллиев, иногда встречается и у представителей других родов; согласно Цицерону, это родовое прозвище происходит от слова laena, обозначавшего мантию фламина, но Ф. Мюнцер предположил, что это скорее номен нелатинского (возможно, этрусского) происхождения, который в Риме превратился в когномен.
Согласно Капитолийским фастам, отец и дед Гая Попиллия носили преномен Публий. О Публии-младшем известно только, что он был легатом в 210 году до н. э. Старшими братьями Гая были Публий (триумвир по выведению колоний в 180 году до н. э.) и Марк, консул 173 года до н. э.

## Биография
В 175 году до н. э. Гай Попиллий был претором. В 173 году до н. э., во время консулата старшего брата, он был избран консулом на следующий год, хотя выборами руководил не Марк Попиллий, отсутствовавший тогда в Риме, а его коллега Луций Постумий Альбин. Коллегой Лената стал тоже плебей Публий Элий Лиг; это был первый случай в истории Рима, когда к плебсу принадлежали оба консула.
Ввиду угрозы большой войны с царём Персеем оба консула потребовали Македонию в качестве провинции, но получили Лигурию, где брат Гая Попиллия Марк излишней жестокостью вызвал волнения. Гай Попиллий приложил все усилия, чтобы помешать судебному преследованию брата. Позже в рамках замирения Лигурии Ленат по поручению сената расселил часть лигуров на землях к северу от реки Пад. В целом деятельность Гая Попиллия на посту консула вызвала неодобрение сенаторов.
В 169 году до н. э., во время Третьей Македонской войны, Гай Попиллий вместе с эдилицием (бывшим эдилом) Гнеем Октавием отправился в Грецию с сенатским постановлением, освобождавшим греческие полисы от произвольных поборов со стороны римских должностных лиц. Целью этой миссии было склонить колеблющиеся общины на сторону Рима, но она оказалась не слишком успешной. Затем Гай Попиллий был направлен совместно с Гаем Гостилием и Гаем Децимием в Египет, куда в это время вторгся Антиох Эпифан. Задачей посольства было положить конец Шестой Сирийской войне, не допустив чрезмерного усиления Селевкидов. Поскольку Рим не хотел подтолкнуть Антиоха к союзу с Персеем, послы некоторое время выжидали на Делосе. Узнав об окончательном разгроме македонян в битве при Пидне, Гай Попиллий со своими спутниками направился в Египет, чтобы потребовать от Антиоха вывести войска.
Гай Попиллий встретил сирийского царя в четырёх милях от Александрии. Полибий детально описал эту встречу:

Когда Антиох пришёл к Птолемею ради захвата Пелусия и уже издали приветствовал римского военачальника и протягивал ему правую руку, Попиллий подал ему табличку с начертанным на неё определением сената, которую держал в руках, и предложил Антиоху ответить тотчас… Когда царь по прочтении таблички сказал, что желает обсудить с друзьями полученное требование сената, Попиллий совершил деяние… оскорбительное и до крайности высокомерное, именно: палкой из виноградной лозы, которую держал в руках, он провёл черту кругом Антиоха и велел царю, не выходя из этого круга, дать ответ на письмо.
— Полибий. Всеобщая история ХХІХ, 27..
Антиох, поражённый такой дерзостью, после долгих колебаний всё-таки согласился удовлетворить требование посла. Через несколько дней он увёл свои войска в Сирию. В историографии принятие царём столь грубого ультиматума считается событием «всемирно-исторического значения».
В 158 году до н. э. Гай Попиллий стал консулом во второй раз вместе с патрицием Марком Эмилием Лепидом. Его брат Марк в том же году был цензором.

## Потомки
У Гая Попиллия было двое сыновей. Гай был претором в 133 году до н. э. и безуспешно претендовал на консулат 130 года, а Публий был консулом в 132 году до н. э.